# Együtt Katalóniáért
Együtt Katalóniáért (katalánul: Junts per Catalunya), egy katalán választási koalíció, amelyet Carles Puigdemont Katalónia 2016-2017 közötti elnökének vezetésével hozták létre a 2017-es katalóniai regionális választásra. 
A koalíció magába foglalja a katalán jobbközép pártokat: Katalán Európai Demokrata Párt, Katalónia Demokratikus Konvergenciája illetve a Nemzeti Felhívás a Köztársaságért pártokat.
A pártot 2018-ban jegyezte be Spanyolország belügyminisztériuma pártként.

## Története

### Alapítása
A választási koalíció azt követően keletkezett, hogy Katalónia 2017 októberében kikiáltotta függetlenségét.  Mariano Rajoy spanyol miniszterelnök a Spanyol Alkotmány 155. cikkelyének értelmében bejelentette, hogy a spanyol kormány kész felfüggeszteni Katalónia autonómiáját. 
Eközben Carles Puigdemont és a Katalán Kormány néhány minisztere önkéntes száműzetésbe vonult Belgiumban, hogy a spanyol bíróság ne ítélje szabadságvesztésre zendülés és lázadás vádjával. Ilyen kontextusban Puigdemonttal találkozott a Katalán Európai Demokrata Párt néhány vezető tagja -  Artur Mas, Marta Pascal és David Bonvehí. Itt született megállapodás, hogy a közelgő katalán regionális választáson Puidgemont lehetne a katalán nacionalista, jobbközép koalíció listavezetője. 
A pártszövetség 2017. november 13-án jött létre.

### 2017-es katalóniai regionális választás
A regionális választáson a pártszövetség 21.7%-os eredménnyel, a második legerősebb koalícióvá vált Katalóniában, 34 mandátumot tudtak szerezni a Katalán Parlamentben. A választáson ugyan a Polgárság Párt győzött, de a harmadik helyre került Katalán Republikánus Baloldallal együtt az Együtt Katalóniáért koalícióval alakult meg az új regionális kormány Quim Torra vezetésével.

## Koalíció összetétele
| Party | Party                                       |
| ----- | ------------------------------------------- |
|       | Katalán Európai Demokrata Párt (PDeCAT)     |
|       | Katalónia Demokratikus Konvergenciája (CDC) |
|       | Nemzeti Felhívás a Köztársaságért (CNxR)    |

## Választási eredmények

### Katalán Parlament
| Katalán Parlament |                  |              |          |                  |     |                   |                   |
| Választás éve     | Szavazatok száma | Szavazatok % | Helyezés | Mandátumok száma | +/– | Listavezető       | Kormány/Ellenzék? |
| 2017              | 948,233          | 21.66%       | 2.       | 34 / 135         | 3   | Carles Puigdemont | Kormánypárt       |